# Vale de Mendiz, Casal de Loivos e Vilarinho de Cotas
Vale de Mendiz, Casal de Loivos e Vilarinho de Cotas (oficialmente: União das Freguesias de Vale de Mendiz, Casal de Loivos e Vilarinho de Cotas) é uma freguesia portuguesa do município de Alijó, com 12,94 km² de área e 449 habitantes (censo de 2021). A sua densidade populacional é 34,7 hab./km².

## História
Foi constituída em 2013, no âmbito de uma reforma administrativa nacional, pela agregação das antigas freguesias de Vale de Mendiz, Casal de Loivos e Vilarinho de Cotas com sede em Vale de Mendiz.

## Demografia
A população registada nos censos foi:
| Distribuição da População por Grupos Etários | Distribuição da População por Grupos Etários | Distribuição da População por Grupos Etários | Distribuição da População por Grupos Etários | Distribuição da População por Grupos Etários | Distribuição da População por Grupos Etários |
| -------------------------------------------- | -------------------------------------------- | -------------------------------------------- | -------------------------------------------- | -------------------------------------------- | -------------------------------------------- |
| Antes da agregação                           |                                              |                                              |                                              |                                              |                                              |
| Ano                                          | 0-14 anos                                    | 15-24 anos                                   | 25-64 anos                                   | >= 65 anos                                   | Total                                        |
| 2001                                         | 114                                          | 129                                          | 299                                          | 133                                          | 675                                          |
| 2011                                         | 75                                           | 65                                           | 307                                          | 131                                          | 578                                          |
| Após a agregação                             |                                              |                                              |                                              |                                              |                                              |
| Ano                                          | 0-14 anos                                    | 15-24 anos                                   | 25-64 anos                                   | >= 65 anos                                   | Total                                        |
| 2021                                         | 52                                           | 36                                           | 251                                          | 110                                          | 449                                          |